# Akustycznie – suplement
Akustycznie – suplement – akustyczny album studyjny nagrany przez zespół Dżem, wydany w grudniu 1994, nakładem wydawnictwa Ania Box Music. Jest to ostatni zarejestrowany album z Ryszardem Riedlem, ale wydany już po jego śmierci.
Nagrań dokonano w studiu J.M. Audio Jacka Mastykarza w Krakowie w lutym, marcu i wrześniu 1994 roku. Realizacja dźwięku – Piotr Brzeziński przy współpracy Wojciecha Siwieckiego. Projekt okładki – Jerzy Linder.

## Lista utworów
źródło:.
1. „Harley mój” (Dżem – Ryszard Riedel) – 3:21
2. „Kiepska gra” (Adam Otręba, Jerzy Styczyński – Kazimierz Gayer, Ryszard Riedel) – 3:15
3. „Autsajder” (Benedykt Otręba – Mirosław Bochenek) – 5:24
4. „Po co?” (Jerzy Styczyński) – 2:34
5. „Naiwne pytania” (Benedykt Otręba – Ryszard Riedel) – 5:41
6. „Cała w trawie” (Benedykt Otręba – Ryszard Riedel) – 2:56
7. „Uśmiech śmierci” (Jerzy Styczyński – Ryszard Riedel) – 4:38
8. „Koszmarna noc” (Adam Otręba – Ryszard Riedel, Kazimierz Galaś) – 2:23
9. „Człowieku, co się z tobą dzieje” (Dżem – Ryszard Riedel) – 3:05
10. „Sen o Victorii” (Paweł Berger – Ryszard Riedel) – 3:04
11. „Whisky” (Adam Otręba, Ryszard Riedel – Ryszard Riedel, Kazimierz Galaś) – 5:24
12. „Modlitwa III (pozwól mi)” (Paweł Berger – Kazimierz Galaś) – 0:58

## Muzycy
źródło:.
- Paweł Berger – instrumenty klawiszowe
- Adam Otręba – gitara
- Beno Otręba – gitara basowa
- Ryszard Riedel – śpiew, harmonijka ustna (1, 3, 5, 7, 9, 11)
- Jerzy Styczyński – gitara
- Zbigniew Szczerbiński – perkusja, instrumenty perkusyjne

gościnnie
- Adam „Egon” Gromada – saksofon  (3, 5, 6, 9, 10, 12)
- Tomasz Kamiński – skrzypce (11)
- Krzysztof „pARTyzanT” Toczko – akordeon (3)[4]

## Wydawnictwa (Seria „Wyłącz 220V”)
MC Ania Box Music ABM MC 051;  grudzień 1994
CD Ania Box Music ABM CD 015;  grudzień 1994
MC Box Music BSMC-013;  październik 1997
CD Box Music BSCD-013;  październik 1997
CD Box Music / Pomaton EMI 7243 5 22644 2; 16 października 1999
CD Pomaton EMI 5936822; 27 września 2003